# 3 Words (singel)
3 Words – pierwsza piosenka z debiutanckiego albumu brytyjskiej piosenkarki Cheryl Cole i piosenkarza Will.i.am (The Black Eyed Peas), który użyczył głosu i wyprodukował singiel. Piosenka została napisana przez Cheryl Cole i Will.i.am z gitarzystą George'em Pajonem. Piosenka została wydana jako drugi singiel z płyty "3 Words" 20 grudnia 2009.

## Premiera
Cole wyznała, że "3 Words" jest jej ulubionym utworem z płyty. Powiedziała, że "[ta piosenka] jest zupełnie czymś innym niż to co robiła lub lubiła przedtem" i wzięła swoją inspirację z nowo odkrytej miłość do muzyki dance, szczególnie utworu Davida Guetty i Kelly Rowland "When Love Takes Over".
Światowa premiera utworu odbyła się na antenie BBC Radio 1. Pierwsze publiczne wykonanie "3 Words" Cheryl Cole wykonała na antenie telewizji ITV podczas Cheryl Cole's Night In.

## Krytyka
Krytycy muzyczni głównie ocenili singiel pozytywnie.
Tom Ewing z gazety The Guardian nazwał piosenkę: "showcase [...] built on dark loops of treated acoustic guitar and building into a claustrophobic dance track. It's as brave and novel a song as anything Cole's group have released."(prezentacją [...] zbudowaną na ponurej pętli gitary akustycznej połączonej w klaustrofobiczną piosenkę dance).
Daniel Wilcox poszedł nawet dalej i powiedział o piosence, że jest: "far more interesting and innovative than anything her girl group has done in their entire careers."(o wiele bardziej interesującą i innowacyjną niż wszystko co stworzył jej były zespół w całej swojej karierze)
"3 Words" została opisana jako "mesmerizing in its listlessness." (hipnotyzującą w swojej obojętności) i że jest "unlike anything Cheryl or Will.I.Am have released" (niepodobna do wszystkiego co do tej pory wypuścili Cheryl Cole i Will.i.am) oraz "to what's currently being played on the radio." (do wszystkiego co jest teraz puszczane w radiu)

Przez wielu recenzentów piosenka została oznaczona jako utwór wyróżniający się.
Killian Fox z The Observer nawiązuje do piosenki jako "a slick, sophisticated love song that hints at what this album could have been."(zręcznej, wyrafinowanej piosenki miłosnej która pokazuje jaki ten album mógłby być.)
David Balls z Digital Spy pisze, "Snubbing traditional verse-chorus-verse song structure, and beginning with spare acoustic guitar strums, '3 Words' builds slowly towards a throbbing and infectious, if slightly brief, arms-in-the-air climax [...] it's hard to deny that Chez pulls off this less-than-obvious offering with aplomb." (lekceważąc tradycyjną strukturę zwrotka-refren-zwrotka i zaczynając od zbędnej solówki gitary strunowej, "3 Words" powoli przeistacza się w rytmiczną i zaraźliwą, może trochę krótką, piosenkę w klimacie dyskotekowym [...] trudno zaprzeczyć faktowi, że Chez potrafi przekazać tę mniej niż oczywistą ofertą z pewnością siebie)
Jednakże Louise McCudden z Inthenews.co.uk sądzi, że mimo "her voice sounds pleasant [...] the song itself is too long and becomes tedious fairly fast." (przyjemnie brzmiącego głosu wokalistki [..] piosenka sama w sobie jest za długa i nudzi się dosyć szybko)

## Teledysk
Teledysk został wyreżyserowany przez Vincenta Haycocka w październiku 2009. Premiera odbyła się 27 listopada 2009 na stronie internetowej Cole.

## Spis utworów
- Digital download

1. 3 Words (radio edit) — 4:04

- CD single

1. 3 Words (radio edit) — 4:04
2. Boys (S. Khan, E. Sande, J. Murray, M. Omer; produced by Fraser T. Smith) — 3:41

- Download bundle

1. 3 Words (radio edit) — 4:04
2. 3 Words (Steve Angello Extended Re-Production) — 5:42
3. 3 Words (Doman & Gooding I Love You Remix) — 6:27
4. 3 Words (Geeneus-Rinse FM Main Mix) — 6:02

- Official versions

1. 3 Words (album version) — 4:33
2. 3 Words (radio edit) — 4:04
3. 3 Words (Darren Styles Remix) — 6:20
4. 3 Words (Doman & Gooding I Love You Edit) — 3:00
5. 3 Words (Doman & Gooding I Love You Remix) — 6:27
6. 3 Words (Doman & Gooding I Love You Dub) — 7:07
7. 3 Words (Geeneus-Rinse FM Main Mix) — 6:02
8. 3 Words (Geeneus-Rinse FM Radio Dub Edit) — 3:33
9. 3 Words (Loft Brothers Mix) — 7:46
10. 3 Words (Steve Angello Radio Re-Production) — 4:00
11. 3 Words (Steve Angello Extended Re-Production) — 5:42

## Notowania i sprzedaż
W tygodniu, w którym płyta została wydana, piosenka zadebiutowała na miejscu 27 i 26 w odpowiednio Irlandzkiej i Brytyjskiej liście przebojów. Najwyższym wynikiem w Wielkiej Brytanii było miejsce 4 zdobyte 27 grudnia 2009.
| Notowanie (2009)           | Miejsce |
| -------------------------- | ------- |
| Billboard European Hot 100 | 14      |
| Ireland                    | 7       |
| UK Chart Stats             | 4       |

## Wydania
| Region          | Data            | Format                      | Wytwórnia              | Katalog |
| --------------- | --------------- | --------------------------- | ---------------------- | ------- |
| Irlandia        | 18 grudnia 2009 | Digital download, CD single | Polydor Records        | 2729724 |
| Włochy          | 18 grudnia 2009 | Airplay                     | Universal Music        |         |
| Wielka Brytania | 20 grudnia 2009 | Digital download            | Fascination Records    | 2729724 |
| Wielka Brytania | 21 grudnia 2009 | CD single                   | Fascination Records    | 2729724 |
| Australia       | 28 grudnia 2009 | Digital download            | Polydor Records        |         |
| Szwecja         | 28 grudnia 2009 | Digital download            | Polydor Records        |         |
| Brazylia        | 5 stycznia 2010 | Digital download            | Universal Music Brasil |         |